# Lowrys
Lowrys é uma cidade  localizada no estado norte-americano de Carolina do Sul, no Condado de Chester.

## Demografia
Segundo o censo norte-americano de 2000, a sua população era de 207 habitantes.
Em 2006, foi estimada uma população de 199, um decréscimo de 8 (-3.9%).

## Geografia
De acordo com o United States Census Bureau tem uma área de
8,2 km², dos quais 8,2 km² cobertos por terra e 0,0 km² cobertos por água. Lowrys localiza-se a aproximadamente 204 m acima do nível do mar.

## Localidades na vizinhança
O diagrama seguinte representa as localidades num raio de 20 km ao redor de Lowrys.